# Jerzy Jednaszewski
Jerzy Jednaszewski znany w środowisku jako Jerzyk (ur. 1930 w Warszawie, zm. 1 listopada 2009 tamże) – polski dżokej, trener oraz sędzia.

## Życiorys
Był synem dżokeja Mariana Jednaszewskiego. W 1946 rozpoczął pracę stajennego u trenera Stanisława Ziemiańskiego, zaś w 1947 po raz pierwszy wystartował w wyścigu już po dwóch miesiącach odnosząc pierwsze zwycięstwo. W 1957 wygrał Derby na Pearym i uzyskał tytuł dżokejski. Jako dżokej startował w Polsce, Francji i Niemczech. W trakcie kariery osiem razy wygrał Wielką Warszawską, pięć – Służewiec Derby i dwa razy był najlepszy w Nagrodzie Europy w Kolonii. W ciągu kariery wygrał łącznie 757 gonitw. W 1977 zakończył karierę dżokejską i od następnego sezonu do 1994 był trenerem odnosząc znaczne sukcesy. Następnie pracował w Komisji Technicznej, najpierw jako sędzia, a następnie do 2008 jej przewodniczący.
Zmarł 1 listopada 2009 i został pochowany na nowym cmentarzu na Służewie przy ul. Wałbrzyskiej w Warszawie.